# 莱姆尼茨
莱姆尼茨是德国图林根州的一个市镇。总面积7.99平方公里，总人口383人，其中男性197人，女性186人（2011年12月31日），人口密度48人/平方公里。